# Stödlinjen för spelare och anhöriga
Stödlinjen för spelare och anhöriga är en svensk hjälpinsats för personer med spelberoende samt deras anhöriga. Stödlinjen ger råd, stöd och information via telefon och chatt.
På Stödlinjens hemsida kan man bland annat testa sina spelvanor genom att svara på nio frågor och få feedback direkt. Där finns även ett självhjälpsprogram där man kan logga sina spelvanor och få tillgång till verktyg för att förändra sina spelvanor.  
Stödlinjen drivs av Centrum för psykiatriforskning vid Stockholms läns sjukvårdsområde. Tillsammans med Alkohollinjen, Sluta-röka-linjen och alkoholhjalpen.se ingår Stödlinjen i Stockholms läns sjukvårdsområdes förebyggande arbete på uppdrag av Socialdepartementet.